# Giulio Rodinò
Giulio Rodinò di Miglione (Napoli, 10 gennaio 1875 – Napoli, 16 febbraio 1946) è stato un politico italiano.

## Biografia
Fu tra i fondatori del Partito Popolare Italiano (1919) e della Democrazia Cristiana (1942).
La sua formazione politica attinse all’opera e al pensiero di Giuseppe Toniolo e di Filippo Meda, per cui fu moderatamente favorevole alla partecipazione elettorale dei cattolici italiani, pur nel rispetto del non expedit.
Seguendo questa linea nel 1901 fu eletto consigliere comunale a Napoli e nella città partenopea, più volte rieletto fino al 1913,  ricoprì anche incarichi assessorili. Si candidò alle elezioni politiche, senza successo, già nel 1903 e nel 1909.
Fu poi deputato ininterrottamente dalla XXIV (1913) alla XXVI (1926) legislatura del Regno d'Italia. Fu favorevole all’intervento dell’Italia nella prima guerra mondiale; il 20 febbraio 1918 dichiarò alla Camera che «i sentimenti vibranti di fede e di devozione» patriottica dei cattolici italiani riconoscevano i «doveri che c’impone la concordia nazionale [...] nel nome santo della Patria».
Ministro della guerra nel secondo gabinetto Nitti (1920) e nel quinto governo Giolitti (1921); in seguito fu Ministro di grazia e giustizia nel Governo Bonomi I (1921-22).
Eletto nella XXVII legislatura, si dimise per protesta da vice presidente della Camera nel 1925; decadde poi dal mandato parlamentare per deliberazione della Camera, il 9 novembre 1926. Durante il Ventennio non svolse attività pubblica.
Fu poi ministro senza portafoglio nel Governo Badoglio II (1944) e vicepresidente del Consiglio dei ministri nel Governo Bonomi III, dal dicembre 1944 al giugno 1945.
Membro della Consulta Nazionale dal suo insediamento sino alla prematura scomparsa, il 16 febbraio 1946.